# Warneara
× Warneara (abreviado Wnra) es un híbrido intergenérico entre los géneros de orquídeas Comparettia × Oncidium × Rodriguezia. Fue publicado en Orchid Rev.  72(853, noh): 4 (1964).